# 安托尼峰

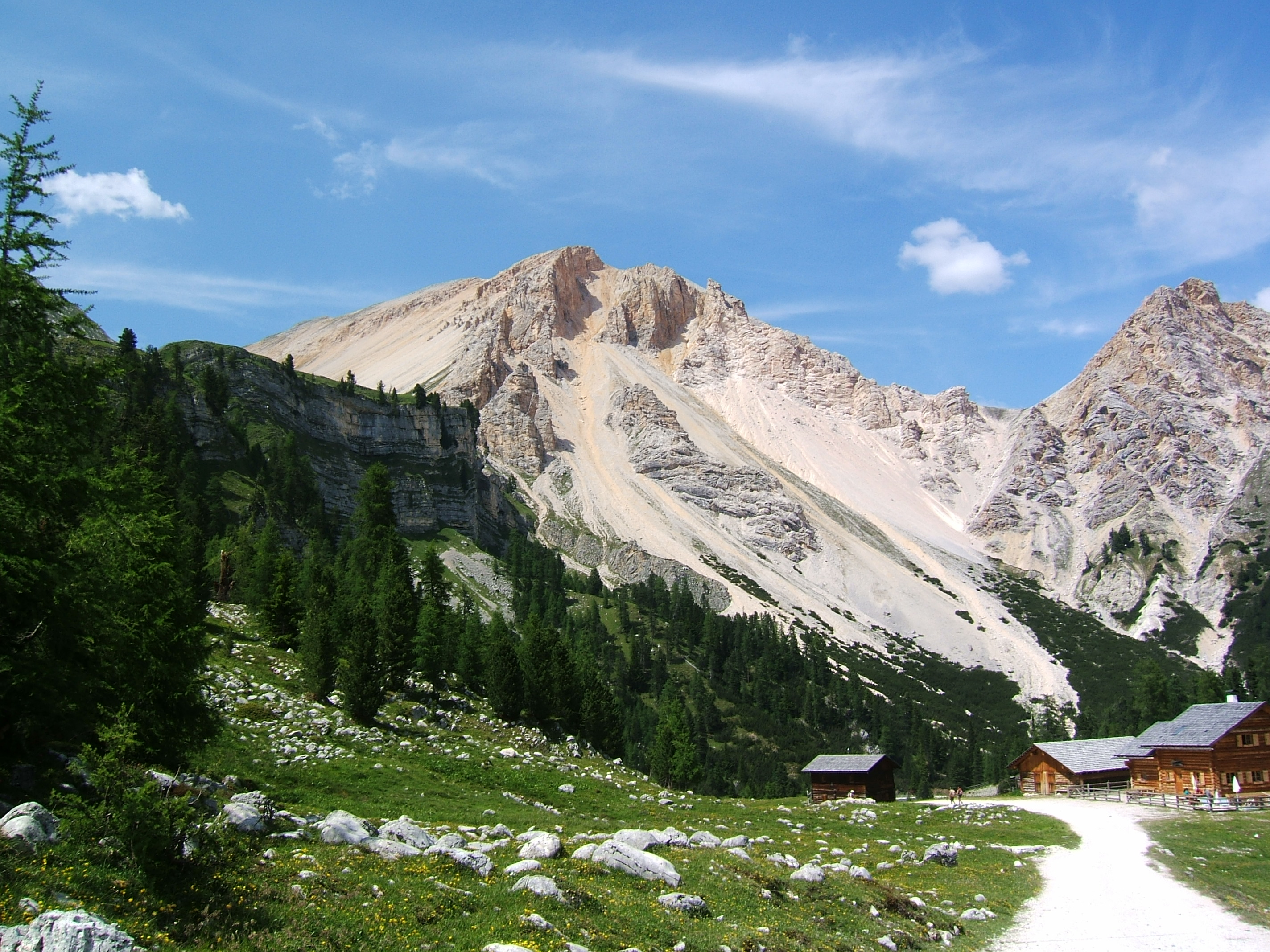

安托尼峰（義大利語：Antonispitze），是意大利的山峰，位於該國東北部，由博爾扎諾-南蒂羅爾自治省負責管轄，屬於法內斯山脈的一部分，距離諾伊訥山0.8公里，海拔高度2,655米。